# Swainsona kingii
Swainsona kingii är en ärtväxtart som beskrevs av Ferdinand von Mueller. Swainsona kingii ingår i släktet Swainsona och familjen ärtväxter.

## Underarter
Arten delas in i följande underarter:
- S. k. kingii
- S. k. ornata